# Bajka (artiste)
Pour les articles homonymes, voir Bajka (homonymie).
Bajka Pluwatsch est une artiste née en Inde qui a grandi au Portugal et en Afrique du Sud. C'est une poète, chanteuse, productrice de musique.
Bajka a étudié la musique à Prague. Sa relation avec l'Asie reste le thème principal de ses poèmes.
Elle s'exprime dans des musiques de style soul, jazz et downtempo, telles que celles du groupe de jazz allemand Radio Citizen ou du compositeur anglais Bonobo dans son album Days to Come.
En 2010, elle sort son premier album solo intitulé Bajka in Wonderland, sur le label Chinchin Records.
Bajka habite désormais à Berlin, en Allemagne.

## Discographie
- Just the Truth (produced by Rejoicer) (7"/Digital 2012)
- Escape from Wonderland (Remixes CD 2010)
- Bajka in Wonderland (Album CD 2010)
- I Can No Poet Be / Love's Serenity (12" 2006)
- The Only Religion that I Believe (7" 2005)

## Apparitions
- Radio Citizen - Hope and Despair (octobre 2010) (3 pistes)
- Dalindèo - New Creation (janvier 2010) (1 piste)
- Dalindèo - Soundtrack for the Sound Eye (janvier 2010) (2 pistes)
- Dalindèo - Vintage Voyage (juin 2009) (1 piste)
- Ancient Astronauts - We Are to Answer (juin 2009) (1 piste)
- Una Mas Trio - Clear as Water (juin 2009) (1 piste)
- Sola Rosa - Get It Together (juin 2009) (2 pistes)
- Mich Gerber - Wanderer (septembre 2008) (2 pistes)
- Protassov - Shalina Music (mai 2008) (1 piste)
- Aaron Jerome - Time to Rearrange (janvier 2008) (1 piste)
- Eastenders - Beyond The Path (octobre 2007) (1 piste)
- Bonobo - Nightlite [EP /remixes] (février, 2007) (2 pistes)
- Bonobo - Days to Come (octobre, 2006) (4 pistes)
- Radio Citizen - Berlin Serengeti (septembre, 2006) (6 pistes)
- Das Goldene Zeitalter - A Vision / Breakin' Through / Im Würgegriff Der Schönen Künste (2006) (1 piste)
- Beanfield - Seek (2004) (2 pistes)
- Ben Mono - Dual (2003) (4 pistes)
- Beanfield - Human Patterns (1999) (1 piste)